# Беґаново (Вжесінський повіт)
Беґаново (пол. Bieganowo) — село в Польщі, у гміні Колачково Вжесінського повіту Великопольського воєводства.
Населення — 773 особи (2011).
У 1975-1998 роках село належало до Познанського воєводства.

## Демографія
Демографічна структура станом на 31 березня 2011 року:
|          | Загалом | Допрацездатний вік | Працездатний вік | Постпрацездатний вік |
| -------- | ------- | ------------------ | ---------------- | -------------------- |
| Чоловіки | 381     | 86                 | 263              | 32                   |
| Жінки    | 392     | 81                 | 250              | 61                   |
| Разом    | 773     | 167                | 513              | 93                   |